# Оґонна Ннамані
Оґонна Ннамані  (англ. Ogonna Nnamani, 29 липня 1983) — американська волейболістка, олімпійська медалістка.

## Виступи на Олімпіадах
| Олімпіада  | Дисципліна | Місце |
| ---------- | ---------- | ----- |
| Афіни 2004 | волейбол   | =5    |
| Пекін 2008 | волейбол   | 2     |